# Homo gautengensis
Espèce
Homo gautengensis est une espèce éteinte du genre Homo, qui aurait vécu en Afrique australe entre 2 et 0,8 millions d'années avant le présent. Elle a été décrite par le paléoanthropologue Darren Curnoe (d) en 2010, à partir de restes fossiles trouvés en Afrique du Sud, préalablement attribués aux espèces Homo habilis, Homo ergaster, et dans certaines études à Australopithecus africanus. La validité de l'espèce ne fait pas l'unanimité parmi les chercheurs.

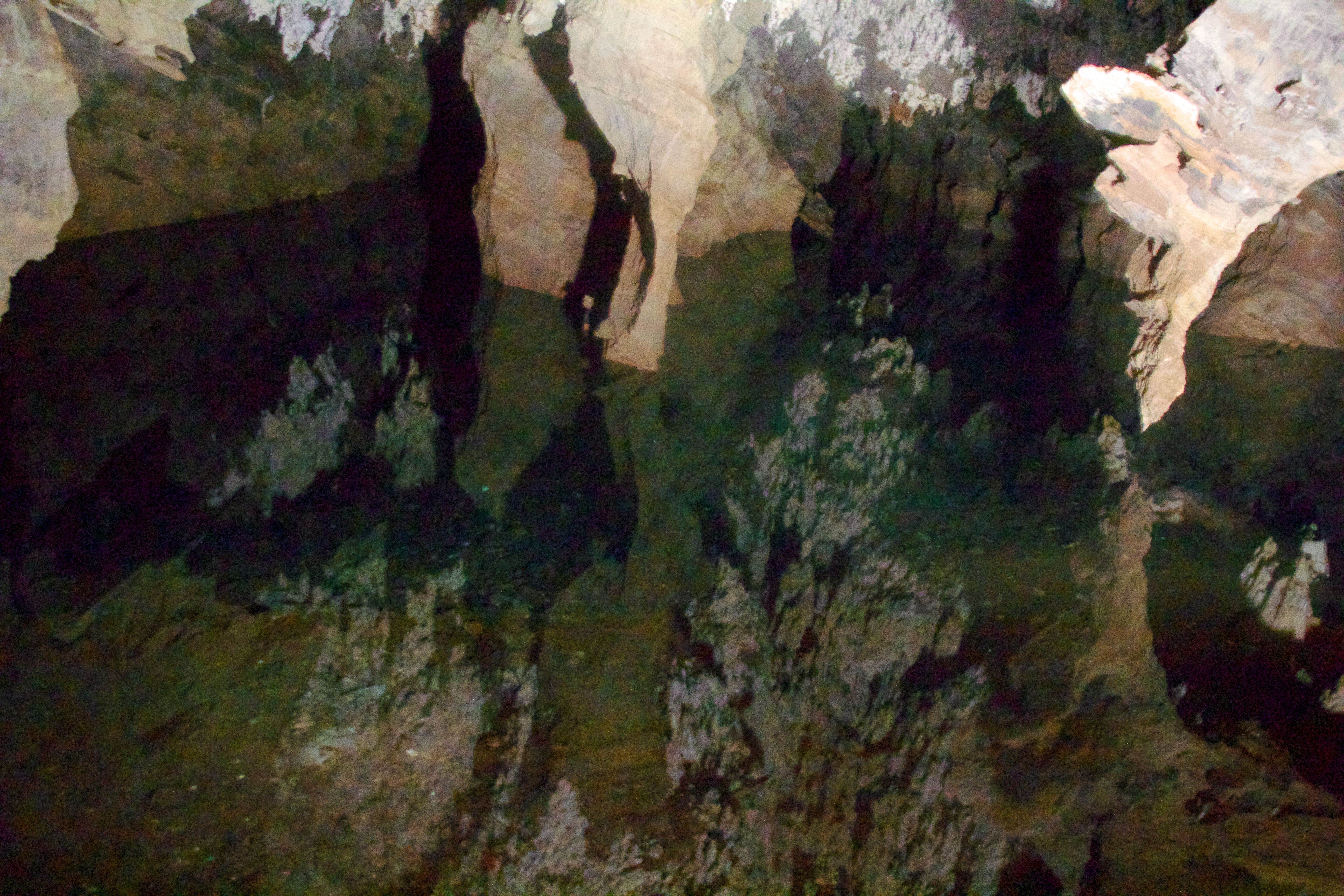
Lac souterrain à Sterkfontein (Afrique du Sud).

## Historique
Le paléoanthropologue australien Darren Curnoe (d) a décrit l'espèce Homo gautengensis en 2010, en prenant pour holotype un crâne partiel trouvé en 1976 par Alan R. Hughes dans la grotte de Sterkfontein, dans le Gauteng, près de Johannesbourg (Afrique du Sud), répertorié sous le code StW 53.
Les premiers fossiles attribués a posteriori à l'espèce avaient été découverts entre 1936 et 1952 par Robert Broom et John Robinson, et avaient fait l'objet d'attributions diverses. Le fossile le plus complet (le crâne fragmentaire StW 53) avait au départ été attribué à Homo habilis, et par certains auteurs à Australopithecus africanus. La plupart des études l'ont cependant attribué au genre Homo, et plusieurs auteurs ont suggéré avant 2010 qu'il représentait une nouvelle espèce. Les fossiles d'Homo gautengensis seraient donc les premiers fossiles anciens du genre Homo découverts en Afrique, avant ceux d'Homo habilis (mis au jour en 1960).

## Chronologie
La description d’Homo gautengensis est basée sur quelques crânes partiels, plusieurs mandibules, des dents isolées et autres ossements fossiles trouvés sur différents sites du Gauteng. Les différentes couches géologiques dans lesquelles les fossiles ont été découverts sont âgées de 2 Ma à 0,8 Ma environ,.
Les spécimens les plus anciens sont ceux de Swartkrans-membre 1 (Hanging Remnant), datés entre 1,9 et 1,8 Ma. Le fossile StW 53 de Sterkfontein est daté entre 1,8 et 1,5 Ma. Un spécimen de Gondolin est daté d'environ 1,8 Ma,. D'autres fossiles de Sterkfontein-membre 5 sont datés entre 1,4 et 1,1 Ma, et les fossiles les plus récents de Swartkrans-membre 3 entre 1 et 0,6 Ma.

## Description
Selon la description de Darren Curnoe, Homo gautengensis aurait eu une taille de 0,90 à 1 m. Il avait un petit cerveau et de grandes dents adaptées à la mastication de plantes coriaces, et était probablement plus végétarien qu'Homo ergaster et même qu'Homo habilis. Il était bipède au sol, mais avait probablement encore des capacités arboricoles importantes, pour pouvoir se nourrir, dormir, et échapper aux prédateurs.

## Analyse
Le paléoanthropologue Ronald J. Clarke, découvreur du squelette fossile Little Foot dans la grotte de Sterkfontein, estime que certains fossiles attribués à Homo gautengensis pourraient en fait être des fossiles d'Australopithèques, peut-être d'Australopithecus africanus.
La découverte d'Homo naledi en 2013 (publiée en 2015 et datée en 2017) a néanmoins confirmé qu'il pouvait exister des espèces humaines plus archaïques qu'Homo habilis à une époque plus tardive. Il reste encore un travail considérable de réinterprétation à faire sur des fossiles découverts depuis plusieurs décennies en Afrique du Sud et en Afrique de l'Est, à l'aide des méthodes d'analyse modernes aujourd'hui disponibles.

## Étymologie
Son épithète spécifique, composée de gauteng et du suffixe latin -ensis, « qui vit dans, qui habite », lui a été donnée en référence au lieu de sa découverte, le Gauteng, l'une des neuf provinces d'Afrique du Sud.

## Publication originale
- (en + de) D. Curnoe, « A review of early Homo in southern Africa focusing on cranial, mandibular and dental remains, with the description of a new species (Homo gautengensis sp. nov.) », Homo, Elsevier, vol. 61, no 3,‎ 13 mai 2010, p. 151-177 (ISSN 0018-442X et 1618-1301, OCLC 867665246, PMID 20466364, DOI 10.1016/J.JCHB.2010.04.002).